# Жан Жером
При народженні Мішель Файнтух, псевдонім Жан Жером — народився 12 березня 1906 року в Солотвині (Західна Україна під пануванням Австро-Угорщини) і помер 1 травня 1990 року у Швейцарії, був членом Французької комуністичної партії, активістом-інтернаціоналістом, відповідальним за працю іммігрантів (MOI) та борцем опору.

## Біографія
Народився в Солотвині, на Галичині (частина Австро-Угорщини) як один із семи дітей продавця, він отримав релігійну освіту в місцевій єшиві (єврейська школа) і розмовляв івритом та їдишем. Він почав працювати на чорній роботі в дуже молодому віці, і став комуністом після того, як Галичина була захоплена Польщею в кінці Першої світової війни. У шістнадцять років Файнтух відвідував збори новоствореної та підпільної Комуністичної партії Польщі та вступив до профспілки. Після двох послідовних арештів він більше не міг знайти роботу, і зрештою втік із Польщі, щоб уникнути військової служби.
Після 1927 року жив у Бельгії, працював на металургійному заводі. Приблизно в той же час він також відвідував лекції в Льєжському університеті. Його політична діяльність стала причиною його депортації, тому він нелегально переїхав до Франції, щоб працювати електриком на телефонній фабриці. Він став активним членом Конфедерації Générale du Travail (CGT-F) і польської місії Main-d'œuvre étrangère (Руху іноземних робітників) при Центральному комітеті Французької комуністичної партії (PCF). У 1931 році він був депортований до Бельгії, але повернувся ще раз, щоб стати активним у паризькому регіоні, залишаючись підпільним агентом протягом кількох років після цього.
Файнтух став важливим внутрішнім контактом для Комінтерну та Профінтерну; він налагодив стосунки з посланником Комінтерну у Франції Ойгеном Фрідом, і він був в одному із партійних підрозділів, якому було доручено надсилати зброю та провізію республіканцям під час громадянської війни в Іспанії. Після розгрому Іспанського народного фронту в 1939 році Мішелю Фейнтуху та його відділу було наказано організувати транзит десятків тисяч колишніх бойовиків та інших біженців до Франції. Також він, ймовірно, займався торгівлею коштовностями та золотом.
У червні 1940 року його центральне становище в партії підтвердив Жак Дюкло. Фейнтух, щойно названий Жеромом, став офіційним постачальником паперу та друкарських матеріалів для партійної нелегальної преси (яка була оголошена поза законом після того, як ФКП обурила громадську думку та уряд Деладьє, потураючи Пакту Молотова-Ріббентропа). Філіп Робріє стверджував, що Жером замінив Джуліо Черетті, людину, звинувачену в отриманні незаконних коштів для Комінтерну. (З тих пір Черетті та Моріса Тореза викликали до Москви).
Коли почалася німецька окупація Франції, Жерому було доручено підтримувати контакти з іншими елементами руху Опору, інтелектуалами, а також Вільними французькими військами генерала Шарля де Голля. Його заарештували в 1943 році, цей випадок досі оповитий таємницею. Дехто припускає, що його діяльність призвела до падіння інших комуністичних партизанів Франка Тірера (MOI), групи, зображеної в Affiche Rouge під керівництвом Мисака Манушяна. Тим не менш, відтоді Жан Жером був нагороджений численними відзнаками за участь у підпільному русі: Медаллю Опору, Воєнним хрестом та Орденои Почесного легіону.

## Автобіографія
- La Part des Hommes, Акрополь, 1983
- Les Clandestins (1940-44), Акрополь, 1986